# Charmian Carr
Charmian Carr (gebürtige Charmian Anne Farnon; * 27. Dezember 1942 in Chicago, Illinois; † 17. September 2016 in Los Angeles, Kalifornien) war eine US-amerikanische Schauspielerin.

## Leben

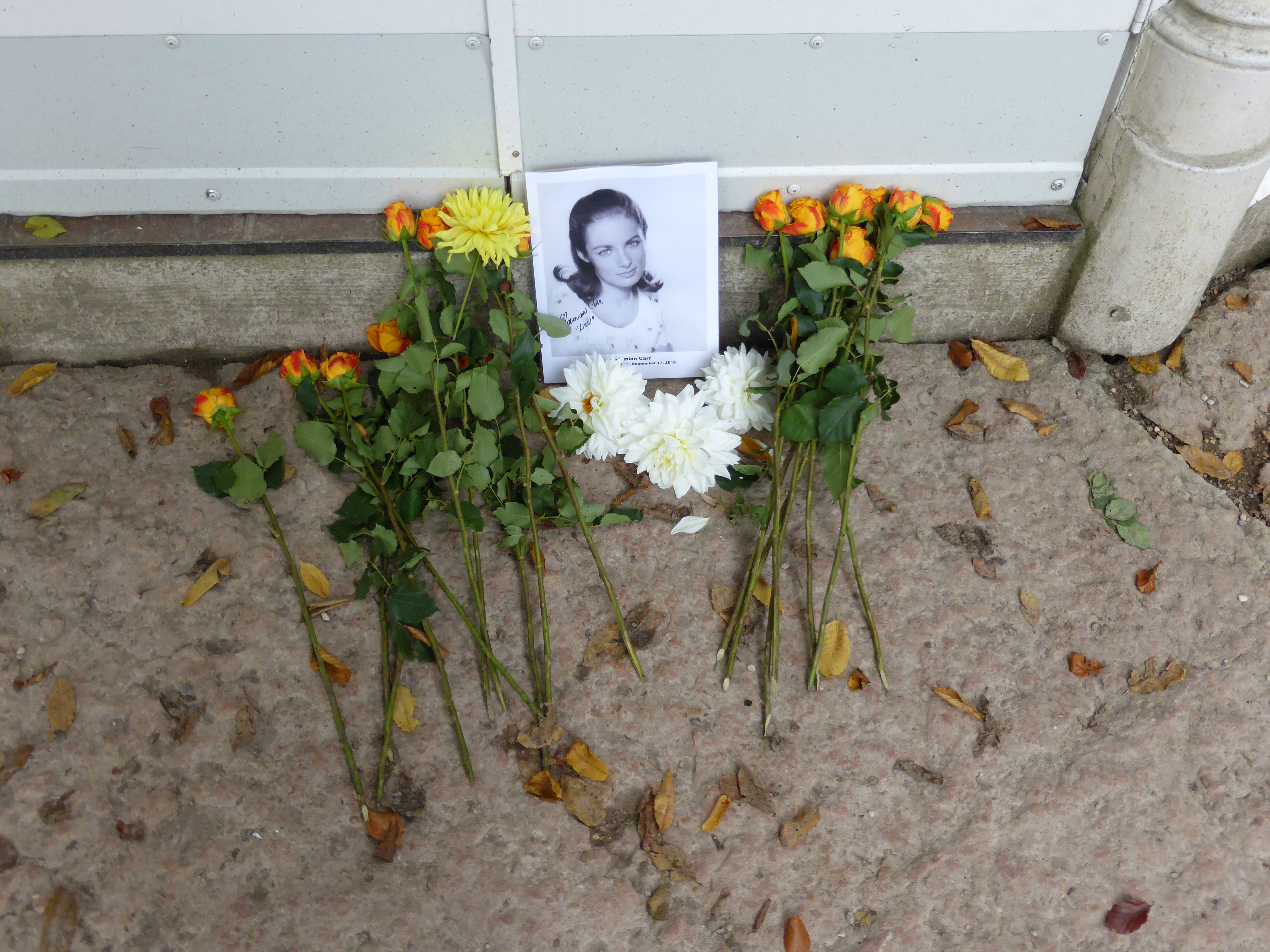
Im Gedenken an Charmian Carr am Drehort zu The Sound of Music in Schloss Hellbrunn, Salzburg (2016).

Charmian Carr war die zweitälteste von drei Töchtern des Schauspielerehepaares Brian Farnon und Rita Oehmen. Ihre Schwestern sind die Schauspielerinnen Darleen Carr und Shannon Farnon. Sie wuchs die ersten Lebensjahre in Chicago heran, ehe sie mit ihrer Mutter und ihren Schwestern zu Beginn der 1950er Jahre nach Kalifornien zog. Kurz darauf ließen sich ihre Eltern scheiden. Als Mädchen besuchte sie das San Fernando Valley State College.
Über eine Bekannte lernte sie den Regisseur Robert Wise kennen, der Charmian Farnon für einen seiner bekanntesten Filme engagierte. In Meine Lieder – meine Träume verkörperte sie 1965, im Alter von 23 Jahren, Liesel von Trapp, die älteste Tochter des Barons Georg Ludwig von Trapp. Sie konnte sich beim Casting gegen spätere Schauspielgrößen wie Geraldine Chaplin, Patty Duke und Sharon Tate durchsetzen. Ein Jahr nach den Dreharbeiten stand sie 1966 für den Fernsehfilm Evening Primrose an der Seite von Anthony Perkins vor der Kamera.
Carr zog sich jedoch schon bald ins Privatleben zurück. Sie wurde Unternehmerin und führte mit Charmian Carr Designs ein Innenarchitekturbüro in Encino, Kalifornien.
1967 heiratete sie den Zahnarzt Jay Brent. Aus der Ehe, die im Jahre 1991 geschieden wurde, gingen zwei Töchter hervor.
Sie starb am 17. September 2016 im Alter von 73 Jahren in Los Angeles. Sie litt an Demenz, deren Komplikationen sie nicht überlebte.

## Filmografie
- 1965: Meine Lieder – meine Träume (The Sound of Music)
- 1965: Take Her, She’s Mine (Pilotfilm Fernsehserie)
- 1966: Evening Primrose (Fernsehfilm)